# جی سانگ ریول
جی سانگ ریول (کره‌ای: 지상렬؛ زادهٔ ۲۶ دسامبر ۱۹۷۰) بازیگر، کمدین و مجری تلویزیونی اهل کره جنوبی است. او در مجموعه‌های تلویزیونی و برنامه‌های تلویزیونی گوناگونی حضور پیدا کرده است.

## فیلم‌شناسی

### مجموعه تلویزیونی
- مای پلاتون لیدر (ام‌بی‌سی، ۲۰۰۲)
- پوسته لوبیای زندگی من (ام‌بی‌سی، ۲۰۰۳)
- جواهری در قصر (ام‌بی‌سی، ۲۰۰۳)
- پیوندی که در آسمان بسته شده (ام‌بی‌سی، ۲۰۰۴)
- بانجون دراما (اس‌بی‌اس، ۲۰۰۴)
- زن خانه‌دار بد (اس‌بی‌اس، ۲۰۰۵)
- عشقی برای کشتن (کی‌بی‌اس۲، ۲۰۰۵)
- مجرد معمولی (اس‌بی‌اس، ۲۰۰۶)
- ایسان (ام‌بی‌سی، ۲۰۰۷)

### برنامه تلویزیونی
| سال  | عنوان                | نقش               | توضیحات           | منابع |
| ---- | -------------------- | ----------------- | ----------------- | ----- |
| ۲۰۲۱ | ویلج لاور            | عضو گروه بازیگران |                   | [ ۳ ] |
| ۲۰۲۱ | بتل این د باکس       | میزبان            | به همراه لی هی جه | [ ۴ ] |
| ۲۰۲۲ | هیلینگ اسپات کم سیتی | میزبان            |                   | [ ۵ ] |
| ۲۰۲۳ | دادگاه جهنم          | عضو گروه بازیگران |                   | [ ۶ ] |

### برنامه رادیویی
| سال        | عنوان                | نقش  | توضیحات             | منابع |
| ---------- | -------------------- | ---- | ------------------- | ----- |
| ۲۰۲۲–اکنون | وقتی داغه، سانگ ریول | دی‌جی | ۱۸ ژوئیه ۲۰۲۲–اکنون | [ ۷ ] |

### برنامه اینترنتی
| سال  | عنوان                 | نقش    | توضیحات              | منابع |
| ---- | --------------------- | ------ | -------------------- | ----- |
| ۲۰۲۲ | Bone Striking Masters | میزبان | به همراه لی سانگ ووک | [ ۸ ] |